# Marinarkæologi
Marinarkæologi er en disciplin indenfor arkæologi, der studerer spor af menneskets færden i åbent vand som Østersøen, der er et koldt hav med brakvand, hvor vrag og bopladser kan bevares i århundreder. Mange af dem venter bare på at blive opdaget og undersøgt.
Blandt større og berømte internationale marinarkæologiske udgravninger er Vasaskibet i Sverige og Mary Rose i den engelske kanal. I Danmark er Skuldelev-skibene i Roskilde fjord bevaret. Det danske krigsskib Gribshunden fra 1400-tallet er genfundet for nylig.
Marinarkælogi bliver udbudt af Syddansk Universitet i Esbjerg som en kandidatuddannelse efter en  bachelorgrad. I juni 2017 meddelte universitetet, at det ville lukke uddannelsen som følge af regeringens sparekrav på 2 %. Esbjerg var det ene af tre steder i verden, som tilbød marinarkæologi på universitetsniveau.

## Eksterne Links
- Svensk side om marinarkæologi
- Marinarkæologi som kandidatuddannelse Arkiveret 24. januar 2010 hos  Wayback Machine ved Syddansk Universitet i Esbjerg